# Handikapphistoriska föreningen
Handikapphistoriska föreningen (HHF) bildades 1987 av personer verksamma inom handikapprörelsen och forskarvärlden. Föreningen består av enskilda personer och organisationer, som alla har ett intresse av att dokumentera och för framtiden bevara historien om hur människor med funktionsnedsättningar levt sina liv, vad som påverkat deras levnadsvillkor och vilka insatser samhället erbjudit.
Handikapphistoria är ett viktigt forskningsområde. Under senare år har funktionshindrades situation, både som enskilda och som samhällsmedborgare, börjat uppmärksammas av forskare. Det har bildats center för handikappforskning vid flera universitet och högskolor och det finns kurser i handikappkunskap för studenterna. En stor del av forskningen handlar om funktionshindret som sådant, dess konsekvenser och om hur dessa ska kunna överbryggas. Men forskningen tar också upp förhållandena för funktionshindrade i ett historiskt perspektiv och konsekvenserna för både enskilda och samhället. Det kan till exempel vara uppbyggnaden av och livet på de stora institutionerna för rörelsehindrade, personer intellektuell funktionsnedsättning och psykiskt sjuka; sanatorierna; döv- och blindskolorna långt hemifrån samt konsekvenserna av behandlingar och mediciner. 
Samtidigt som medvetenheten ökar om att funktionshindrades liv och livsvillkor är en del av vårt kulturarv, finns det risk för att delar av detta kulturarv glöms bort och försvinner. Institutionerna är stängda, miljöerna borta, före detta anställda och intagna är gamla eller redan avlidna och det kan vara svårt att spåra material i arkiv och samlingar. 
Handikapphistoriska föreningen vill inspirera till ökat intresse för studier och forskning inom området. Föreningen anordnar seminarier och ger ut ett eget medlemsblad.

## Projektet 'Handikapphistoria i kulturarvet' och 'Livsbild'
Från 2011 till 2013 genomförde Handikapphistoriska föreningen i samarbete med Nordiska museet och finansierat av Allmänna arvsfonden projektet "Handikapphistoria i kulturarvet" (HAIKU). Under första året deltog även Historiska museet i Stockholm i projektet.
En del av projektet är webbplatsen Livsbild, som består av en digital insamling av berättelser och fotografier som dokumenterar människors liv. Insamlingen pågick fram till den 31 mars 2013.